# Tărâmul Celălalt
Tărâmul Celălalt este o noțiune mitologică, indicând - în concepția despre lumile duble (universurile paralele) - universul transhuman sau parahuman, mai rar lumea infernală. În sens larg Tărâmul Celălalt (totdeauna o noțiune chthonică) nu este niciodată cerul, cu locuința zeilor solari sau atmosferici: dimpotrivă, numai subpământul, uneori teritoriu nu negreșit subteran, dar nici de suprafață; numai în acest sens, Infernul (Hades, Yudu, Chi-Xibalba, Sheol) poate fi uneori celălalt tărâm.

## În mitologie generală
În mitologia generală sunt mituri ale tărâmurilor ascunse fie subterane, fie din lumi paraterestre, în primele ajungându-se pe căi inițiatice, în celelalte prin magie sau prin mijloace miraculoase. Din prima categorie face parte Agarttha, așezământ mitic subteran îndrăgit mai ales de teozofi; din cealaltă fac parte tărâmurile fabuloase, în primul rând cele accesibile prin translația în timp relativist (de exemplu, locul unde se găsește Tinerețe fără bătrânețe).
De regulă, în Tărâmul Celălalt nu se trece simplu, evident, ca de pe un teritoriu geografic pe altul, nici prin ascensiune mistică ori mecanică aha ca de pe pământ în cer, ci aproape totdeauna prin transgresare magică, subiectivă sau obiectivă.

## În mitologia românească
În sens special, întâlnit mai ales în mitologia folclorică a basmelor fantastice și din abundență în folclorul epic românesc, trăgându-se, poate, din izvor dacic, Tărâmul Celălalt este și interiorul muntelui ascuns în care se retrăgea Zalmoxis, anume muntele Kogaionon.
În folclorul mitologic românesc există locuri anonime (determinate convențional drept Tărâmul Celălalt), unde stăpânesc animale și păsări fabuloase, uneori un zmeu, alteori Pasărea Măiastră, sau sunt locuri paraterestre și paraumane cu atribute aparte: Ionică Făt-Frumos după ce a ajuns într-un pisc de munte unde doar la amiază mai soseau puține raze de soare, fiind "capătul lumii acesteia", pătrunde în "gura unui vârtej de vale neguros" și după un mers îndelungat, zărind "adânc sub dînsul o mică țintă de lumină", se apropie de sursa luminii: "o moară cu o singură roată ce se învărtea grozav" ; alte tărâmuri sunt fie fie suspendate cvasiaerian ("mânăstirea Calu-Gastru, într-un pai reazemă și într-un păr spânzură"), fie terestre, dar strict inițiatice (Mânăstirea  Albă, din "al mării negre prund", construită de Sfântul Soare, cu aceste repere: "Nici de largă nu-i prea largă / Făr-cuprinde lumea-ntreagă, / Nici de naltă nu-i prea naltă, / Făr cu turnul sus la nori")